# The Cake Eaters
The Cake Eaters (Brasil: Doces Encontros / Portugal: Viver a Vida) é um filme de drama independente estadunidense de 2007 sobre duas famílias de cidade pequena, que devem enfrentar velhos problemas com o retorno do filho de uma família. O filme foi dirigido por Mary Stuart Masterson (em sua estreia no cinema como diretora) e estrelado por Kristen Stewart, Aaron Stanford, Bruce Dern, e Jayce Bartok. Kristen Stewart é caracterizada como Georgia, uma jovem com ataxia de Friedreich, uma doença rara, para os quais não há atualmente nenhuma cura.

## Sinopse
The Cake Eaters é uma cidade pequena, drama conjunto explora as vidas de duas famílias interligadas que chegam a um acordo com o amor em face da perda. Vivendo na América rural, a família Kimbrough são um grupo em conflito: Easy, o patriarca e o açougueiro local, está sofrendo com a perda recente de sua esposa, Ceci, ao esconder um caso secreto por anos em curso; Beagle, o caçula é quem foi deixado para cuidar de sua mãe doente, trabalha na cafetaria local da escola por dia, mas tem uma paixão queimando por dentro, isso manifesta-se através das pinturas das placas de rua; e o filho mais velho, Guy, foi longe da família durante anos, enquanto perseguir seu sonho de ser uma estrela de rock na cidade grande, até o dia que fica sabendo da morte de sua mãe e que tenha perdido o funeral.
Ao retornar a casa de Guy, as relações entre os personagens começam a desvendar: emoções reprimidas de Beagle conectar com Georgia Kaminski, uma adolescente doente terminal que quer experimentar o amor antes que seja tarde demais; Easy tem um caso de longa data com Marg, avó excêntrica de Geórgia, é finalmente exposta aos filhos Kimbrough; e Guy descobre que na sua ausência a sua namorado da escola, Stephanie, mudou-se e começou uma família própria. Consequentemente, os Kimbroughs e Kaminskis conseguem estabelecer seus enfrentamentos e novos começos em relacionamentos variados.

## Significado do título
Em uma entrevista no Festival de Cinema de Austin em 2007, Jayce Bartok, roteirista do filme, foi perguntado sobre o significado do título. Bartok é citado como dizendo, "The Cake Eaters é um termo com o qual eu cresci na Pensilvânia. Minha mãe costumava usá-lo para descrever aqueles que se tivesse feito, tinha traçado para as suas vidas, eram a maior probabilidade de sucesso... 'The Cake Eaters'. Eu pensei que era uma metáfora interessante para este grupo de desajustados que iniciam a busca história e anseio pelo amor, tentando superar a dor, e com o curso da história... encontrar o seu 'bolo'. Eles encontram um pouco de amor, felicidade, paz...."

## Elenco
- Kristen Stewart como Georgia Kaminski
- Aaron Stanford como Beagle
- Bruce Dern como Easy Kimbrough
- Elizabeth Ashley como Marg
- Jayce Bartok como Guy
- Miriam Shor como Stephanie
- Talia Balsam como Violet, mãe de Georgia
- Jesse L. Martin como Judd, namorado de Violet
- Melissa Leo como Ceci (papel sem fala, visto apenas no 'vídeo caseiro')

## Lançamento
The Cake Eaters abriu no Festival de Cinema de Tribeca em 29 de abril de 2007, e fez a ronda do circuito de cinema independente, que estreia em vários festivais de cinema: como Festival de Cinema de Woodstock, Festival Internacinal de Cinema de Lone Star, Festival Internacional de Cinema de Fort Lauderdale, e outros. Ele acabou por ser dado uma versão teatral muito limitada em 13 de março de 2009, e estreou em DVD no dia 24 de março de 2009.

### Resposta da crítica
The Cake Eaters detém actualmente uma classificação de "fresco" de 64% no Rotten Tomatoes. Roger Ebert do Chicago Sun-Times, que lhe deu três de quatro estrelas, elogiou Masterson por uma boa estreia. Stephen Holden do The New York Times chamou-lhe um "pedaço conjunto pequeno, superlotado", que é "elevado" por "deliberando superior" em "algo mais profundo". Outros críticos, tais como Rex Reed, do New York Observer, Bill Goodykoontz do Arizona Republic, e V.A. Musetto do New York Post, Também deram críticas positivas, com Musetto, em particular lamentando o facto de ter levado dois anos para que o filme a ser lançado nos cinemas.
Nem todos no entanto, foi a recepção positiva, como Erin Trahan do Boston Globe, Gary Goldstein do Los Angeles Times, e Aaron Hillis do Village Voice, Entre outros, dando-lhe críticas negativas. Goldstein, em particular, foi fortemente crítico do que tenho descrito como "um drama conjunto branda com um roteiro normal."

### Prêmios
- People's Choice Award for Best American Indie Film - Festival Internacional de Cinema de Ft. Lauderdale de 2007[13]
- Audience Award for a Dramatic Feature - Festival de Cinema Independente de Ashland de 2008[13]
- Discovery Award - Festival Internacional de Cinema de Sedona de 2008[13]
- Best Feature - Festival de Cinema de Stony Brook de 2008[13]